# 袁心玥

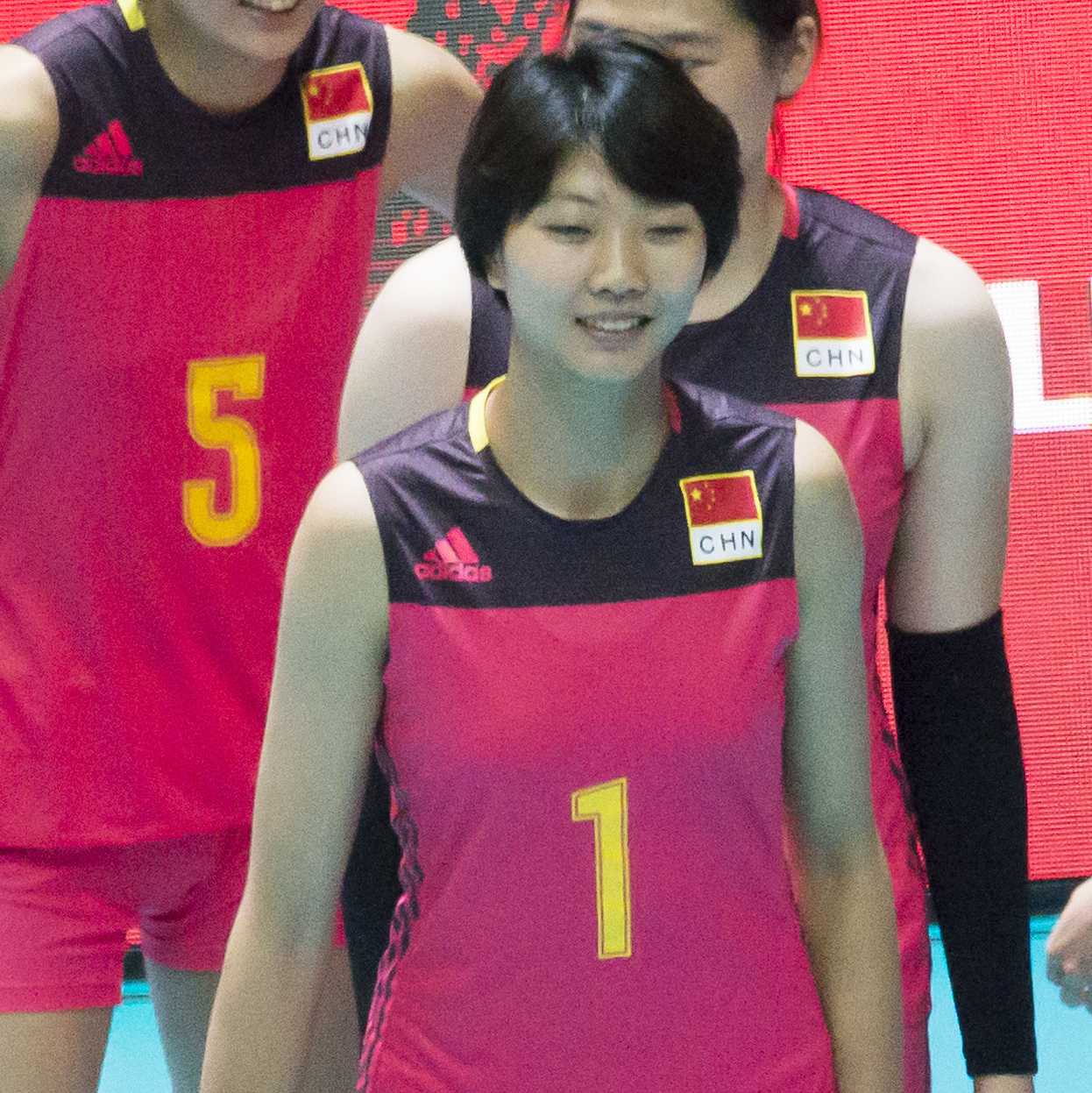

袁心玥（1996年12月21日—），重庆人，中國女子排球運動員，司職副攻位置。2022-2024年擔任中國國家女子排球隊隊長。身高2米03，是隊內第一高，亦是中國女排有史以來首位超過2米身高的球員。現時效力於土超球隊瓦基弗銀行女排。
2014年随国家队取得世界亞军，2015年获得世界杯排球赛冠军，2016年奥林匹克运动会夺得女排金牌，2019年又获得世界杯排球赛冠军。

## 運動生涯
作为国少女排的核心，袁心玥随队拿下了2013年世少赛冠军，并且荣膺MVP，因而开始走进人们的视野。中国女排主教练郎平慧眼识珠，把她从国少直接调到了国家队培養，随后被国际排联评为世界十大新星。
2014年世界女排錦標賽，由於主力副攻徐雲麗在比賽中受傷而退出，在當時陣中只有三個副攻球員下，袁心玥在半决赛临危受命，頂替徐雲麗成為首發球員，发挥出色，成为中国女排晋级的功臣。第一次参加世界顶级大赛的袁心玥，在比赛中表现出了出众实力。在半决赛，她名列全队得分第二；而在决赛，她得分再次上双。在这两场關鍵比赛，她拦网拿下了9分，居全队之首。之後在2014年度CCTV体坛风云人物評選荣膺「最佳新人大奖」。
2015年，隨著中國女排陣中部分老將淡出，包括副攻线，令袁心玥开始获得更多的首发机会，逐漸成为主力副攻之一，並隨隊獲得同年女排世界盃冠軍。2016年里约热内卢奥运会，袁心玥入選12人名单之中 ，最終與中國女排重奪奧運金牌。
2017年，已成为主力副攻的袁心玥，出戰年內多個國際賽事，其中2017年女子世界大冠軍盃排球賽，末戰中国队以3-1击败日本，最后以五战全胜的成绩夺得冠军，袁心玥在整個賽事中發揮出色，最後个人获得「最佳副攻」殊榮，是她代表成年國家隊以來首個個人獎項。袁心玥本年的表現愈趨成熟，个人在大冠軍盃整个賽事总共得到了61分，成为副攻得分王。而在2017年世界女排大獎賽中，袁心玥以25分攔網得分排在攔網榜第五位。
2021年3月30日，袁心玥加盟天津渤海銀行女排。
2022年5月，袁心玥任新一屆中國女排隊長。
2024年6月29日，中國排協正式公布2024年巴黎奧運會中國女排代表隊的12+1名單，袁心玥順利入選，是她第三次參加奧運會。
2024年8月14日，土超豪門球隊瓦基弗銀行女排官方宣佈袁心玥加盟，在2024-25賽季首次留洋。她也成為繼朱婷之後、第二位加盟瓦基弗銀行俱樂部的中國女排國手。

## 獎項

### 國家隊
- 2011年世界青少年女子排球錦標賽： - 銀牌
- 2012年亞洲青少年女子排球錦標賽： - 銀牌
- 2013年東亞運動會排球比賽－女子排球： - 金牌
- 2013年世界青少年女子排球錦標賽： - 金牌
- 2014年世界女子排球錦標賽： - 銀牌
- 2015年亞洲女子排球錦標賽： - 金牌
- 2015年世界盃女子排球賽： - 金牌
- 2016年夏季奧林匹克運動會女子排球比賽： - 金牌
- 2017年女子世界大冠軍盃排球賽： - 金牌
- 2018年女排國家聯賽： - 銅牌
- 2018年亞洲運動會排球比賽： - 金牌
- 2018年世界女排锦标赛： - 銅牌
- 2019年亞洲女子排球錦標賽： - 金牌
- 2019年世界盃女子排球賽： - 金牌
- 2023年世界女排聯賽： - 銀牌
- 2022年亞洲運動會排球比賽： - 金牌

### 个人荣誉
- 2013年世界青少年女子排球錦標賽 : 最有價值球員 (MVP)、最佳副攻
- 2014 CCTV体坛风云人物: 最佳新人奖
- 2017年女子世界大冠軍盃排球賽：最佳副攻
- 2017-2018赛季中国女子排球联赛：最佳攔網
- 2021-2022赛季中国女子排球超级联赛：最佳副攻
- 2023年世界女排聯賽：最佳副攻

### 俱樂部
- 2014-2015赛季中国女子排球联赛： - 金牌（八一克明面业女排）
- 2021-2022賽季中国女子排球超级联赛： - 金牌（天津渤海银行女排）
- 2022-2023賽季中国女子排球超级联赛： - 金牌（天津渤海银行女排）
- 2023-2024賽季中国女子排球超级联赛： - 金牌（天津渤海银行女排）
- 2024-2025赛季土耳其女子排球联赛： - 金牌（瓦基弗銀行女排）